# Александър Зилоти
Алекса̀ндър Илѝч Зило̀ти (на руски: Александр Ильич Зилоти) е руски пианист, диригент и композитор.
Роден е на 9 октомври (27 септември стар стил) 1863 година в Харков в благородническо семейство от Бесарабия. В ранна възраст постъпва в Московската консерватория, където от 1880 година преподава пиано. През 1900 година се установява в Санкт Петербург, където свири, дирижира оркестри и организира концерти. През 1917 година се противопоставя публично на болшевишкия преврат, арестуван е за кратко и напуска страната, като от 1925 година преподава в училището „Джулиард“ в Ню Йорк.
Александър Зилоти умира на 8 декември 1945 година в Ню Йорк.